# 만화경

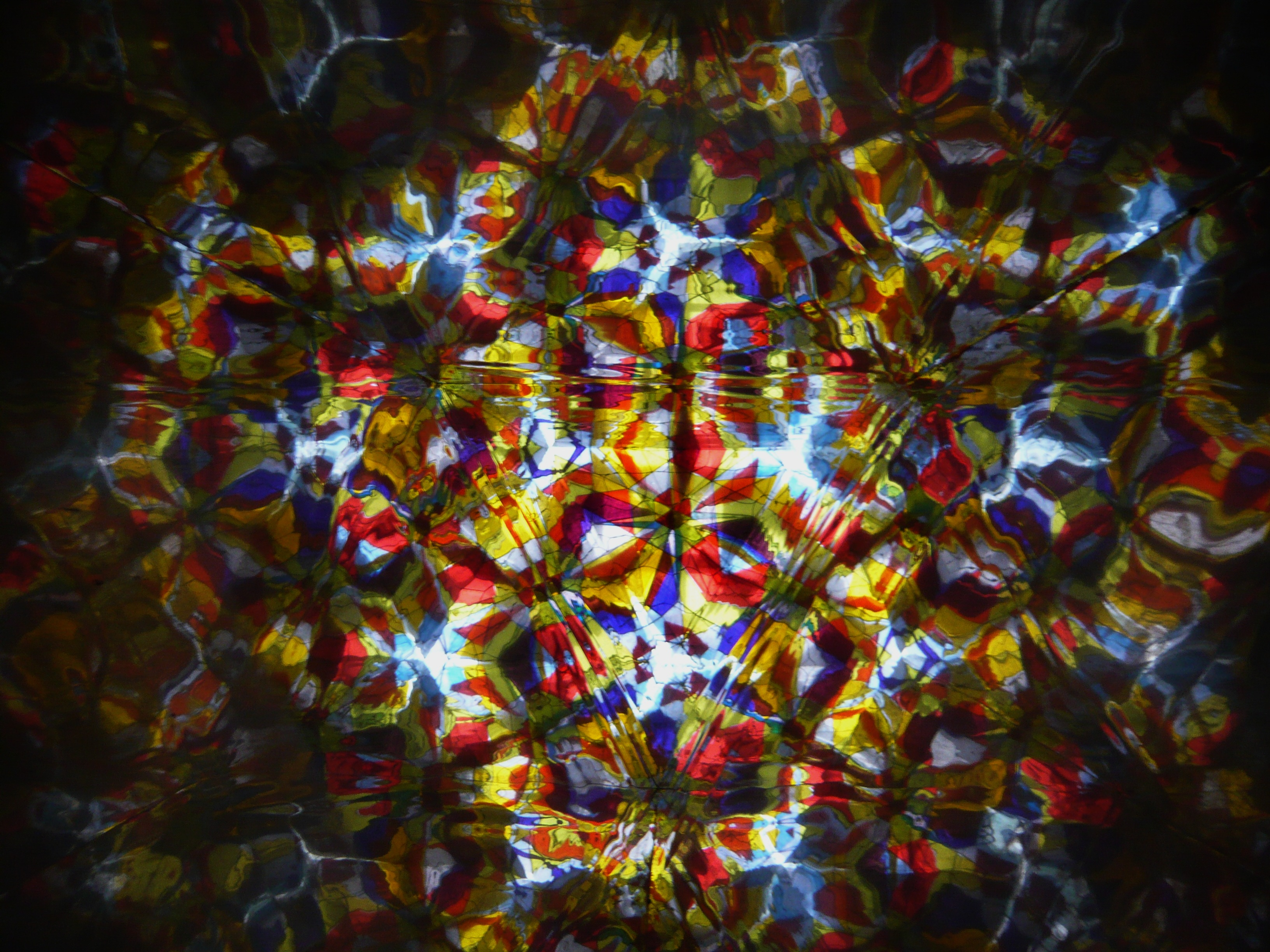
만화경에서는 형형색색의 아름다운 무늬를 볼 수 있다.

만화경(萬華鏡, 독일어: Kaleidoskop 칼레이도스코프[*], 영어: Kaleidoscopic)이란 거울로 된 통에 형형색색의 유리구슬, 종이조각 등등을 넣어 아름다운 무늬를 볼 수 있도록 만든 장치이다. 한쪽 끝을 통해 만화경을 들여다보면, 반대쪽에서 들어온 빛이 각종 무늬를 나타낼 조각들을 거치고 거울에 의해 계속 반사되면서 평면상에 아름다운 무늬를 볼 수 있다.

## 어원
만화경은 한자로 일만 만(萬), 빛날 화(華), 거울 경(鏡)으로 쓴다. 같은 무늬가 반복되지 않고 새로운 무늬가 계속 나타나기 때문에 만화를 보여주는 거울이라 하여 만화경이라 한다.

## 같이 보기
- 칼레이도사이클